# Mark Hendriks
Mark Hendriks is een Nederlands striptekenaar.
Hij was korte tijd werkzaam bij de Koninklijke Marechaussee en werkte gelijktijdig als illustrator. Hij tekende onder andere:
- diverse ansichtkaarten (1993-1994)
- pannenkoeken voor restaurant (advertentie, 1997)
- logo voor popgroep Galaxy (1990, niet gebruikt)
- kartonnen displays voor kinderfuif (1990)

In 1994 ontwikkelde hij zijn personage waar hij het liefst mee werkt, de Japans-Aziatische Tomoyo, een vrouw die 'niet vies is van een slok, en altijd in is voor een geintje'. De volgende albums met haar als hoofdpersoon zijn verschenen:
- “Hong Kong love story” (1999)
- “Ikayaki” (2000)
- “Geen liefde zonder tranen” (2000)
- “Teufel” (2002)
- “Koningin Min”, en andere Koreaanse verhalen (2005)
- “De nieuwe hemel” (2006)
- “Nanyo”, Avontuur in de Pacific (2007)
- “Hysteric Flavour” (2008)
- “Yap”, (Oog & Blik, 2010) 9789054922766

Hij zat lange tijd bij Studio de Zwarte Handen te Amsterdam. Hij werkte samen met Maaike Hartjes aan 'Hong Kong dagboek'.

## Publicaties
- “Hong Kong”, dagboek met Maaike Hartjes (Oog & Blik, 2008)
- “Tibet”, De genezing van Mhusha & De slagersdochter (Scratch, 2015) 9789492117113
- “Octopus”, (Scratch, 2017) 9789492117687
- “Groenland”, (Scratch, 2021) 9789493166530

## Tentoonstelling
- “Mark Hendriks, striptekeningen”, KEK Beverwijk (7 mei t/m 8 juni 2019)

- Bibsys: 8052642
- Bibliothèque nationale de France: cb14572112s (data)
- Digitale Bibliotheek voor de Nederlandse Letteren: hend031
- Gemeinsame Normdatei: 1201380146
- International Standard Name Identifier: 0000 0000 7842 8841
- Library of Congress Control Number: nb99082974
- Nederlandse Thesaurus van Auteursnamen: 142780685
- Système universitaire de documentation: 081256655
- Virtual International Authority File: 27309945
- WorldCat: E39PBJdGHq686Rm3FVHcGGWqwC